# تشارلي كالبرسون
تشارلي كالبرسون (بالإنجليزية: Charlie Culberson)‏ هو لاعب كرة قاعدة أمريكي، ولد في 10 أبريل 1989 في روما في الولايات المتحدة.

## وصلات خارجية
- تشارلي كالبرسون على موقع دوري كرة القاعدة الرئيسي (الإنجليزية)
- تشارلي كالبرسون على موقعبيزبول رفرنس.كوم (الدوري الرئيسي) (الإنجليزية)
- تشارلي كالبرسون على موقعبيزبول رفرنس.كوم (الدوري الثانوي) (الإنجليزية)
- تشارلي كالبرسون على موقع إي إس بي إن.كوم (أم.أل.بي) (الإنجليزية)
- تشارلي كالبرسون على موقع مشجعي الرسوم البيانية (الإنجليزية)